# Port lotniczy Broken Hill
Port lotniczy Broken Hill (IATA: BHQ, ICAO: YBHI) – port lotniczy położony w Broken Hill, w stanie Nowa Południowa Walia, w Australii.